# Шойфелі

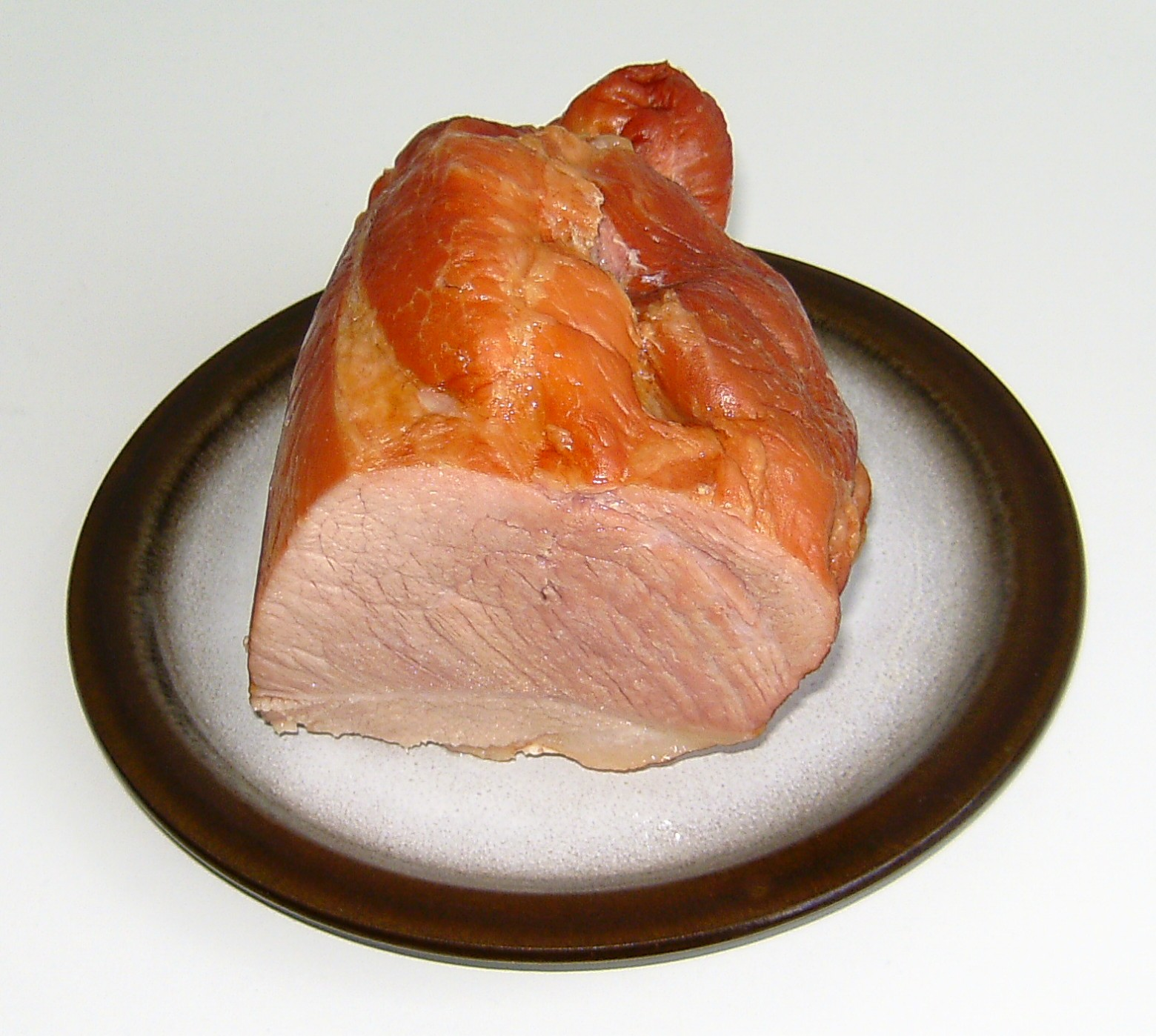
Шойфеле по-баденськи

Шойфеле  (нім. Schäufele — літер. «лопатка») — страва південнонімецької, швейцарської та ельзаських кухонь, жарка, відома в різних регіональних рецептах і під різними діалектальними назвами. Являє собою запечену в духовці свинячу лопатку на кістки та зі шкіркою. У Франконії шойфелі готують зазвичай на недільний обід, у Бадені та Швейцарії страву часто подають на Різдво.
У Франконії шойфелі вважається національною стравою. Шойфелі більше люблять у Верхній та Середній Франконії, ймовірно тому, що до щільної та ситної страви більше підходить пиво, а в Нижній Франконії віддають перевагу вину. Перед запіканням шкірку на свинячій лопатці надрізають ромбиками, м'ясо солять, перчать і приправляють кмином, обсмажують у жирі з усіх боків, а потім викладають шкіркою вгору в каченицю на овочеву подушку з порізаних кубиками коренеплідних овочів і ріпчастої цибулі і додають невелику кількість м'ясного бульйону та інколи темного пива. Запікання м'яса триває дві-три години. У готового шойфелі м'ясо легко відокремлюється від кістки, а добре підсмажена шкірка набуває золотистого кольору і на ній виступають бульбашки. Тушковані овочі пюрують і протирають через сито для приготування соусу. Шойфеле у Франконії подають з картопляними галушками, овочевим або капустяним салатом, квашеною капустою та тушкованою червонокачанною капустою. Шойфелі також знайоме і швабській кухні, де його готують також з оленячої лопатки.
У Бадені та Швейцарії шойфелі схоже на каселер: його готують із солоної або копченої свинячої лопатки, яку гасять на повільному вогні в білому вині з оцтом, цибулею, лавровим листом і гвоздикою. Баденську шойфеле сервірують із картопляним салатом, заправленим отриманим бульйоном. У Швейцарії до шойфелі подають «товсті боби» та квашену капусту.